# سیدادو ولیا
سیدادو ولیا (پرتغالی: Cidade Velha) شهری در جنوب جزیرهٔ سانتیاگو، دماغه سبز است. این شهر که در سال ۱۴۶۲ بنیان نهاده شد، کهن‌ترین شهر در دماغه سبز و پایتخت پیشین آن است. نام این شهر پیش‌تر ریبریا گرانده بود که در انتهای سدهٔ هجدهم میلادی به سیدادو ولیا تغییر کرد. این شهر که در ساحل شمال غربی آفریقا قرار دارد، نخستین سکونتگاه استعماری اروپایی‌ها در مناطق استوایی بود.
این شهر در سال ۲۰۰۹ به عنوان یک میراث جهانی یونسکو به ثبت رسید.